# Austriadraco
Austriadraco és un gènere extint de pterosaures que viu durant el Triàsic superior a la zona de l'actual d'Àustria. La seva única espècie (Austriadraco dallavecchiai) era atribuïda anteriorment a Eudimorphodon, i els seus parents més propers podrien haver estat Eudimorphodon o Arcticodactylus.

## Descobriment
Al juny de 1994, a prop de Seefeld in Tirol, al Tirol austríac, en un sender de 1600 metres d'altura cap al Reither Spitze, als voltants del Reither Joch-Alm, Bernd Lammerer va descobrir un esquelet de pterosaure. Les restes es van assegurar en forma de cinc plaques de pedra, retirades en diverses ocasions. El 2003, Peter Wellnhofer va identificar el fòssil com a espècimen d’Eudimorphodon, un cf. E. ranzii. Com que era del 10 al 25% més curt que l'holotip d’aquest darrer, Wellnhofer el va consider jove. El mateix any, Fabio Marco Dalla Vecchia va dubtar de la comparabilitat amb E. ranzii i va suggerir que representava una espècie separada d'Eudimorphodon. El 2009, Dalla Vecchia va concloure que l'exemplar no era ni un jove ni estretament relacionat amb l'Eudimorphodon.
El 2015, Alexander Kellner va nomenar el gènere independent «Austriadraco», amb l'espècie tipus Austriadraco dallavecchiai. El nom genèric és una combinació de les paraules llatines «Àustria» i «draco», (drac). El nom específic fa honor a Dalla Vecchia. Els identificadors de ciències de la vida (LSID) són del gènere 120B3003-6DE3-41B4-AF6B-6F242FB2A777 i de l'espècie 6E123721-07EA-419CB755-9981CC7D9209.
L'holotip, BSP 1994 I 51, es va trobar en una capa de la Formació Seefeld, que data del Norià tardà. Consisteix en un esquelet parcial i desarticulat amb crani. Conté els dos ossos frontals, una jugal esquerra, les mandíbules inferiors, dents soltes, les vèrtebres del coll, de l'esquena i de la cua, els dos húmers, una primera falange de l'ala, la pelvis, una tíbia i un peroné. Wellnhofer havia identificat incorrectament els ossos frontals el 2003 com a estern. Els ossos només s'han conservat com a impressions i molts es troben fragmentat. El fòssil forma part de la col·lecció de la Bayerische Staatssammlung für Paläontologie und historische Geologie de Múnic.

## Descripció
Austriadraco dallavecchiai és una espècie petita. La longitud de l'húmer és d'uns quatre centímetres. El 2015, Kellner va indicar diversos trets distintius. Algunes d’aquestes són autapomorfies. L'os frontal té una branca frontal curta. L'os jugal té unes branques curtes cap a la part davantera, en direcció al maxil·lar i l'os nasal, i una branca estreta i ampla llarg cap a l'os postorbitari. A la part posterior externa de la mandíbula inferior hi ha una obertura, la finestra mandibular. El procés coronoide de l'os suprangular és baix. L'espatlla és considerablement més llarga, un 62%, que el coracoide.
A més, hi ha una combinació única de trets en ells mateixos. El coracoide és ampli, amb un eix restringit. A la pelvis, la placa ischipúbica, la fusió de l'os púbic amb l'isqui, és profunda. La tíbia és relativament llarga, amb una longitud de 57,7 mil·límetres assolint el 70% de la longitud de l'húmer i el 92% de la longitud de la primera falange del (quart) dit alar.

## Classificació
Segons l'anàlisi de Dalla Vecchia, Austriadraco tindria una posició molt basal a la Pterosauria. Kellner va concloure que les seves afinitats eren incertes i va separar l'Austriadraco com a Austriadraconidae, sense definir. Va suggerir una estreta relació amb Arcticodactylus, ja que tots dos tàxons compartien el tret d'un coracoide curt.